# لشکر ۲۵ کربلا

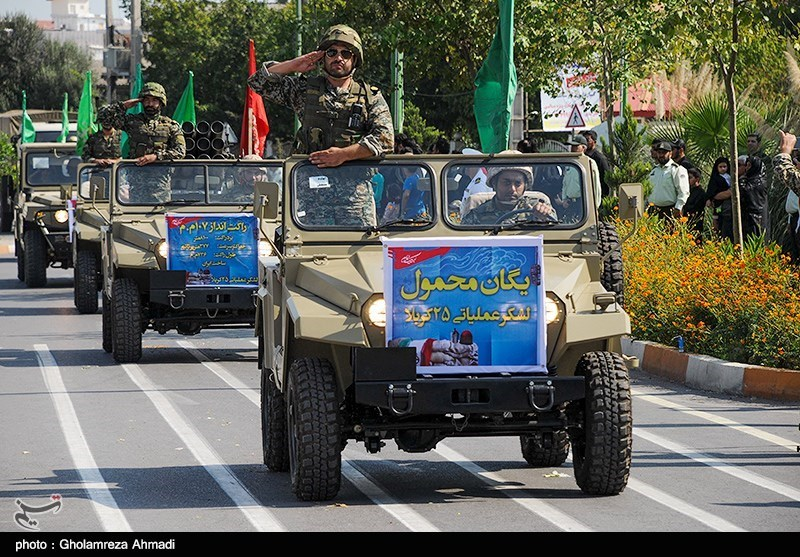
رژه ستون خودرویی لشکر ۲۵ کربلا به‌مناسبت سالگرد جنگ ایران و عراق در سال ۱۳۹۷، ساری

لشکر عملیاتی ۲۵ کربلا یا به‌اختصار لشکر ۲۵ کربلا از لشکرهای رزمی پیاده نیروی زمینی سپاه پاسداران و تحت امر قرارگاه غدیر است، که ستاد فرماندهی آن در شهر ساری، استان مازندران مستقر می‌باشد. این یگان در سال ۱۳۶۰ در خلال جنگ ایران و عراق، توسط سپاه پاسداران، تحت عنوان تیپ ۲۵ کربلا تشکیل شد، نخستین فرمانده آن مرتضی قربانی بود و نیروهای آن از استان مازندران تأمین می‌شد. این یگان در طول جنگ، در ۲۲ عملیات به‌عنوان یگان عمل‌کننده شرکت داشت. هم‌اکنون سرتیپ‌دوم پاسدار عبدالله صالحی فرماندهی لشکر ۲۵ کربلا را برعهده دارد.

## تاریخچه
پس از اجرای عملیات ثامن‌الائمه در سال ۱۳۶۰ در پی تصمیم فرماندهان ارشد سپاه پاسداران، مأموریت اجرای عملیات طریق‌القدس به مرتضی قربانی واگذار شد. در همین راستا، تیپ ۲۵ کربلا و چند تیپ دیگر در سازمان رزم سپاه پاسداران تشکیل شد. در آغاز راه‌اندازی تیپ ۲۵ کربلا، اکثریت ارکان این تیپ را نیروهایی از استان اصفهان تشکیل می‌دادند، اگر چه نیروهایی از سایر مناطق کشور نیز در این تیپ حاضر بودند. در عملیات طریق‌القدس، نیروهای چندانی از استان‌های مازندران، گیلان و گلستان در این تیپ حضور نداشتند، اما در عملیات فتح‌المبین در سال ۱۳۶۱، بخش گسترده‌ای از نیروهای تیپ ۲۵ کربلا، توسط استان‌های شمالی تأمین شد. همچنین برخی از فرماندهان مازندرانی نیز در مقام فرمانده گردان در این عملیات ایفای نقش کردند. پس از عملیات فتح‌المبین، این تیپ خود را برای انجام عملیات بیت‌المقدس در همان سال آماده کرد. در این عملیات نیز بخش اعظم نیروهای این تیپ از استان‌های شمالی تأمین می‌شد. استان‌های شمالی با استعداد تقریبی ده گردان پیاده در عملیات بیت‌المقدس شرکت کردند، که بیش‌تر این نیروها به ترتیب اولویت در تیپ ۳۷ نور، تیپ ۲۲ بیت‌المقدس و تیپ ۲۵ کربلا حضور داشتند. بعد از انجام این عملیات، بر اساس تصمیم فرماندهان، تأمین نیروهای تیپ ۲۵ کربلا، به‌طور رسمی در اختیار استان‌های شمالی قرار گرفت. به طوری که در عملیات رمضان در سال ۱۳۶۱ بیشتر نیروها و ارکان این تیپ از سه استان شمالی تشکیل می‌شدند.
بعد از انجام عملیات بیت‌المقدس تا پایان عملیات محرم، فرماندهی این تیپ برعهدهٔ مرتضی قربانی بود. در همین زمان با دستور فرماندهان، تیپ ۲۵ کربلا به لشکر ۲۵ کربلا ارتقاء یافت که در زمان ارتقاء فرماندهی این لشکر به عبدالعلی عمرانی واگذار شد. عمرانی پیش از اجرای عملیات والفجر مقدماتی در سال ۱۳۶۱ در یک عملیات شناسایی در جنگل‌های عمقر، بر اثر برخورد ترکش مین، مجروح شد. پس از این واقعه و تشکیل لشکر، مسئولیت فرماندهی لشکر به علی‌اکبر ییلاقی اشرفی سپرده شد. وی نیز پس از گذشت مدتی کوتاه از دورهٔ فرماندهی‌اش، پس ازعملیات والفجر مقدماتی در اواخر سال ۱۳۶۱، بر اثر برخورد خمپاره با اتومبیل مجروح شد. پس از این ماجرا، برای مدت کوتاهی وظیفهٔ سرپرستی لشکر به کمیل کهنسال واگذار شد که پس از بهبود عبدالعلی عمرانی،‌ وی مجدداً به پست فرماندهی لشکر ۲۵ کربلا بازگشت. پیش از اجرای عملیات والفجر ۴ در سال ۱۳۶۲ محمدحسن کوسه‌چی به‌عنوان فرمانده لشکر ۲۵ کربلا منصوب شد. وی تا پایان عملیات بدر در این جایگاه فعالیت کرد. پیش از اجرای عملیات قدس ۱ در خردادماه ۱۳۶۴ مرتضی قربانی، مجدداً به مازندران بازگشت و به سمت فرماندهی لشکر ۲۵ کربلا منصوب شد و تا پایان جنگ نیز در این جایگاه فعالیت نمود.

## یگان خط‌شکن
لشکر ۲۵ کربلا از جمله یگان‌هایی بود که از بدو شکل‌گیری سازمان رزم سپاه، تأسیس و شکل یافت. این یگان برای انجام اولین تجربه عملیاتی خود در عملیات طریق‌القدس که از آن به عنوان آغاز عملیات‌های منظم از طرف سپاه پاسداران یاد می‌شود، تحت عنوان تیپ ۲۵ کربلا شرکت نمود و از آن زمان، تا عملیات محرم، همواره به‌عنوان یک یگان تهاجمی، مدنظر فرماندهان ارشد سپاه قرار گرفت.
به گفته محسن رضایی، پس از یک سری عملیات تهاجمی ناموفق ایران در اوایل مراحل جنگ ایران و عراق، تصمیم به تشکیل چندین تیپ جدید در سپاه و یک لشکر جدید «ویژه» گرفته شد. لشکر کربلا بعداً به‌عنوان لشکر ویژه و خط‌شکن انتخاب شد. تیمی متشکل از زین‌العابدین (چنگیز) کیانمهر، حسین بصیر، محمدحسن طوسی و دیگر فرماندهان مازندرانی این لشکر را برعهده داشتند، سپس عبدالعلی عمرانی و علی‌اکبر ییلاقی اشرفی به‌عنوان فرماندهان آن منصوب شدند. در این دوره، این یگان با عنوان لشکر ویژه ۲۵ کربلا (یا لشکر ۲۵ ویژه کربلا) نامیده شد. لشکر ۲۵ کربلا که در عملیات والفجر ۸ از رزمندگان استان مازندران تشکیل می‌شد، موفق به فتح شبه‌جزیره فاو گردید.
ژنرال عراقی؛ ماهر عبدالرشید این واحد را «عقرب سیاه» توصیف کرده بود، که باید نابود شود، احتمالاً اشاره به لباس سیاه قورباغه‌ای آن‌ها در حین عملیات بود. در زمان بازآرایی واحدهای نیروی زمینی سپاه در سال ۱۳۸۷، این لشکر با بسیج استان مازندران ادغام شد و سپاه کربلا استان مازندران را تشکیل داد.

## فرماندهان
نخستین فرمانده لشکر ۲۵ کربلا علی‌اکبر ییلاقی اشرفی، سپس عبدالعلی عمرانی بودند. با مجروحیت آن‌ها در اواخر سال ۱۳۶۱ برای مدتی به طور موقت سرپرستی لشکر به کمیل کهنسال واگذار شد، که عبدالعلی عمرانی با بهبود جراحات در اوایل سال ۱۳۶۲ به پست فرماندهی لشکر بازگشت. در اواسط سال ۱۳۶۲ و پیش از عملیات والفجر ۴،‌ محمدحسن کوسه‌چی به این سمت انتخاب شد و تا نوروز ۱۳۶۴ در این منصب فعالیت نمود. پس از وی،‌ مرتضی قربانی که پیش از ارتقاء تیپ ۲۵ کربلا به لشکر، سابقه فرماندهی آن را برعهده داشت و در این مدت فرماندهی لشکر ۵ نصر نیز برعهده وی بود، به عنوان فرمانده لشکر ۲۵ کربلا منصوب شد. مرتضی قربانی تا پایان جنگ ایران و عراق فرمانده این لشکر بود. در این ادوار، محمدحسن قاسمی طوسی، زین‌العابدین (چنگیز) کیانمهر و حسین بصیر نیز قائم‌مقام لشکر ۲۵ کربلا در جنگ ایران و عراق بودند.

## والفجر ۸
در روز اول عملیات والفجر ۸ لشکر ۲۵ کربلا که از رزمندگان استان مازندران تشکیل شده بود، موفق شد تا شهر فاو را به تصرف کامل خود درآورد.

## نبرد حلب
در تاریخ ۱۶ اردیبهشت ۱۳۹۵ شمار ۲۰۰ نفر از اعضای لشکر ۲۵ کربلا مازندران در شهرک خان‌طومان، برای حفظ شهر حلب در مقابل ۲۰۰۰ نفر از نیروهای مخالف دولت سوریه به نبرد پرداختند، که منجر به کشته شدن ۱۳ نفر از نیروهای لشکر ۲۵ کربلا شد.